# Бадмаев, Чоймпил Бадмаевич
Чоймпи́л Бадма́евич Бадма́ев (1910—1993) — бригадир тракторной бригады Баргузинской МТС Бурят-Монгольской АССР, Герой Социалистического Труда.

## Биография
Родился 16 декабря 1910 года в улусе Угнасай (территория современного Курумканского района Бурятии).
В 1924 окончил сельскую школу (4 класса). С 1927 года работал плотником на золотодобывающем прииске в Баунтовском районе Бурят-Монголии. В 1930 году начал работать в колхозе имени С. М. Кирова в Баргузинском аймаке.
Поступил на курсы трактористов. Окончив курсы, стал бригадиром тракторной бригады машинно-тракторной станции в Баргузинском аймаке. В 1947 году бригада Бадмаева получила в обслуживаемых колхозах урожай пшеницы 22,08 центнера с гектара на площади 152 гектара.
29 марта 1948 года Указом Президиума Верховного Совета СССР за получение высоких урожаев пшеницы Чоймпилу Бадмаевичу Бадмаеву присвоено звание Героя Социалистического Труда.
С 1961 года возглавлял бригаду трактористов в совхозе «Бодонский», с 1964 года работал комбайнёром в совхозе «Дыренский». С 1967 года работал сторожем в СПТУ № 8.
После выхода на пенсию жил в улусе Могойто Курумканского района.
Ушёл из жизни в 1993 году.

## Награды и звания
- Герой Социалистического Труда (1948)
- Орден Ленина (1948)
- Медали

## Память
- В селе Курумкан на аллее Героев Социалистического Труда установлен бюст Чоймпил Бадмаева[2].